# ベッソン (企業)
ベッソン（Besson）は、金管楽器製造業者である。ビュッフェ・クランポンによって所有されている。ビュッフェ・クランポンは2006年にザ・ミュージック・グループからベッソンを購入した。
ベッソン社は1837年にギュスターヴ・オーギュスト・ベッソンによって設立された。ベッソンは18歳の時に同時期の全てのモデルを上回る革新的な設計のコルネットを作り出した。ベッソンの製品はすぐにヨーロッパの至るとことで大きな評価を得た。1857年、ベッソンはイングランドへ移り、ロンドンに大きな工場を建設した。彼の楽器はイングランドの市場のシェアを獲得し、アメリカ合衆国を含む多くの国々へ輸出した。
現代のベッソン社はコルネット、テナーホルン、ユーフォニアム、チューバ、フレンチ・ホルン、バリトン・ホーンを生産している。その歴史において、ベッソンは巨大な「トリプル」B♭チューバを含むその他数多くの金管楽器も生産した。

## 歴史
1837年、ギュスターヴ・オーギュスト・ベッソン（1820年–1874年）は新型コルネットとともにパリでベッソンブランドを作った。ベッソンの楽器はヨーロッパで有名となり、ベッソンは50を超える発明で評価されている。
1858年、アドルフ・サックスとの数多くの訴訟の後、ギュスターヴ＝オーギュスト・ベッソンはロンドンで工場を建設するためにパリを離れた。その後数年間にわたって、ベッソンはパリとロンドンで製造を続け、ブリュッセル、シャルルロワ、マドリード、バルセロナにも流通のための大規模卸売店を有していた。1974年のギュスターヴ＝オーギュスト・ベッソンの死去後、ベッソン社は名称を変更し、フランスでは1880年にフォンテーヌ＝ベッソン（Fontaine-Besson）、イングランドではベッソンとなった。
同じ時期に、別のイングランドの製造業者がよく知られるようになっていた。1819年にロンドンで生まれたヘンリ・ディスティンである。
ヘンリ・ディスティンと彼の新しいフリューゲルホルンはイングランドにおけるブラスバンドの発展に積極的に関わっていた。ディスティンは自身の名前の下で新型の楽器を作成し、1872年にディスティンブランドはブージー（1792年創業の音楽出版社、1851年から楽器製造も行なっていた）によって購入された。1878年にディスティンと協力してバルブのための自動補正チューニングシステムを発明したD. J. Blaikelyは共に新型モデルと現行モデルの改良版を開発した。
1930年代のパリにおいて、ストラッサーとマリゴとルミールは皆、オーベルタン（Aubertin）と共にベッソンの楽器を生産していた。1957年、クエノン（Couesnon）がフランスのフォンテーヌ＝ベッソン社を購入した。
ロンドンでは、同時期に、ブージー& Co. とホークス&サンズが合併してブージー・アンド・ホークスグループとなった。
19世紀の終わり（1894年）に、ロンドンのベッソン工場は131名の労働者を雇用し、毎週100本の金管楽器を生産し、1万以上の楽団が彼らの住所録に載っていた。1925年、ベッソンはクィルター（Quilter）を、1940年にウィートストーン& Co.（Wheatstone & Co.）購入した。1948年、ブージー・アンド・ホークスがロンドンのベッソンブランドを取得した。
2003年、ブージー・アンド・ホークスはフランスの木管楽器製造における最高の人材から別れ、 ザ・ミュージック・グループに加わった。2006年、CEOのポール・バロナ（Paul Baronnat）の主導で、ビュッフェ・クランポンが2つの有名金管楽器ブランドであるアントワンヌ・クルトワ・パリ（1803年–）とベッソン（1837年–）を取得した。ビュッフェ・クランポン社はアメリカ合衆国と日本に2つの子会社を持つビュッフェ・クランポン・グループとなり、2007年11月に新たなCEOとしてアントワンヌ・ボーサンを任命した。
ビュッフェ・クランポン・グループに加わることによって、ベッソンはドイツとフランスにおけるプロ向け楽器の生産を再編し再開してきた。ベッソンの学生向け楽器はビュッフェ・クランポン・グループの専門家の監督の下、インド・デリー近郊の工場で生産が続けられている。

## モデル
コンセルティスト（Concertiste）
1890年から第一次世界大戦の勃発までベッソンの最も高価なモデル。コンセルティストのバルブ間部位のおじぎをした形状は今日好まれているデザインである。
デシデラトゥム（Desideratum）
ベッソンの2番目に高価なモデル。デシデラトゥムとコンセルティストの間の配置における主な違いは3バルブスライドに対するリードパイプの関係である。

## まがい物の「Bessons」楽器
「Bessons」という名称が付けられた非常に低品質の大量のインド製楽器が1990年代末に市場に入ってきた。これらの楽器はベッソン（Besson）とは関係がない。多くの販売はオンラインオークションを通じて行われた。通り一遍の検査によって、本格的な奏者はだれでもこれらの楽器が本物のベッソン楽器より全く劣っており、信頼できる製造会社によって生産された最も安価な学生用楽器よりもかなり品質が低いことを判断することができるだろう。
偽物の楽器、特にポケットトランペット、コルネット、ユーフォニアム、ビューグル、B♭管トランペットはベルの先端にH.75983（または84059）の「製造番号」が刻印されている可能性があり、バルブキーは平面図ではしばしば六角形である。同様のまがい物楽器（おそらく同じ工場製）が「ゲッツェン」および「Boosey」といったその他の評判のよい製造業者のブランドを偽っている。これらの楽器は非常に薄い金属から粗悪に作られており、しばしば演奏不可能（製造不備による）で調律不可能（チューニングスライドが単なる飾り）である。

## ギター
ベッソンのギターは1950年代に生産された。これらには「Besson Aristone」という印が付けられた。これらのギターの多くはフラマス製であった。ジャズギタリスト・Jack Duranteによってデザインされたフラマス製のベッソンブランドのギターも存在した。